# جوزپه کیلنتو
جوزپه کیلنتو (انگلیسی: Giuseppe Cilento; ۲۱ ژوئیهٔ ۱۹۲۳ – ۳۱ اکتبر ۱۹۹۴) شیمی‌دان اهل برزیل بود.
وی همچنین برندهٔ جوایزی همچون کمک‌هزینه گوگنهایم شده‌است.